# 室伏高信
室伏高信（むろふせ こうしん、1892年（明治25年）5月10日 - 1970年（昭和45年）6月28日）は、日本の評論家・著述家。神奈川県出身。

## 人物
明治大学法科を中退。二六新報、時事新報、朝日新聞の政治部記者を経て、第一次世界大戦後に雑誌『改造』の特派員として欧米を外遊。1920年12月27日に横浜港を出発し、アメリカに渡り、約1ヶ月滞在。大西洋を渡ってロンドンに約4ヶ月、ベルリンに3ヶ月以上、その後パリ、ジュネーヴなどに少しずつ滞在し、1921年末に帰国。ニューヨークでは在米日本人社会主義者団を訪問して団員に日本料理を振る舞い、片山潜の自伝を高価で改造社に売り込んだりもした。
1919年3月、個人雑誌『批評』の創刊号を発行。1920年12月、外遊直前に第22号でもって廃刊。1922年4月に刊行を再開し、同年11月号でもって再び廃刊。
1934年（昭和9年）から1943年（昭和18年）まで、雑誌「日本評論」主筆を務めた。満州事変以後は、室伏自身の国粋主義思想から大東亜戦争（太平洋戦争）を積極支持したが、敗戦後は公職追放の後、新生社を創立し雑誌『新生』を発刊。憲法研究会のメンバーが多く寄稿した。一方で戦後は思想を転換させ、戦時中まで仲間だった先輩・同僚・後輩を、戦後になって論難するなど、室伏はオポチュニスト（日和見主義者）との見方もある。
1930年（昭和5年）と1946年（昭和21年）に衆議院議員選挙に立候補したが、いずれも落選した。
室伏哲郎は甥。

## 主な著作
- 『亞細亞主義』　批評社　1926年12月18日
- 『戦争私書』 中公文庫 ISBN 4-12-201727-0 C1195

## 訳書
- アドルフ・ヒトラー著「我が闘争」第一書房　1940年6月15日（当時の表記では「ヒットラア」）